# Slidre
Slidre è un villaggio della Norvegia, situato nella municipalità di Vestre Slidre, nella contea di Innlandet.